# Шунгули
Шунгули — посёлок в составе муниципального образования «Посёлок Верхний Баскунчак» Ахтубинского района Астраханской области. По состоянию на 2007 год, в посёлке постоянно проживали 25 человек.

## История
Основан при открытии разъезда Шунгули.

## География
Находится вблизи государственной границы России  с Казахстаном. Уличная сеть отсутствует.
Абсолютная высота — 28 метров над уровня моря.  
Географическое положение
Расстояние до районного центра  Ахтубинск: 41 км.
областного центра города Астрахань: 237  км.
Ближайшие населённые пункты
Верхний Баскунчак 7 км, Средний Баскунчак 10 км, Нижний Баскунчак 10 км, Балластный Карьер 11 км, Бугрянский 12 км, Мартовский 18 км, Восьмое Марта 20 км, При станции Кочевая 22 км, Зелёный Сад 28 км, Золин 34 км, Богдо 35 км, Успенка 35 км, Бутырки 36 км, Батаевка 36 км, Новониколаевка 37 км, Джелга 38 км.

## Население
| 2002 | 2007 | 2010 |
| ---- | ---- | ---- |
| 39   | ↘25  | ↘20  |

Национальный и гендерный состав
По данным Всероссийской переписи населения 2010 года проживало 20 человек (13 мужчин, 7 женщин). Согласно результатам переписи 2002 года, в национальной структуре населения казахи составляли 82 % от общей численности в 32 человека.

## Инфраструктура
Обслуживание железной дороги.

## Транспорт
Железная дорога, у посёлка действует  разъезд Шунгули.
Поселковые (сельские) дороги.